# Juan Luís de la Rúa Moreno
Juan Luís de la Rúa Moreno (Santibáñez de Béjar, 9 de desembre de 1943) és un magistrat espanyol, va ser President del Tribunal Superior de Justícia de la Comunitat Valenciana des de 1999 fins al 2010 que el va substituir Pilar de la Oliva. Es llicencià en dret a la Universitat de València el 1966 i el 1969 ingressà en la carrera judicial amb el número 1 de la seva promoció. Va ser ponent en el judici per l'enfonsament de l'embassament de Tous, va ser jutge de lo social en l'època de la Transició democràtica espanyola.